# Ernst Barten (Bürgermeister)
Ernst Friedrich Wilhelm Barten (* 14. April 1901 in Nienhagen; † 29. April 1945 in Zehdenick) war ein deutscher Jurist, Notar, Rechtsanwalt, Bürgermeister von Bad Doberan, dann kommissarischer Oberbürgermeister von Schwerin.

## Leben
Ernst Barten wurde in Nienhagen (heute Ostseebad) als Sohn des Kleinbauern (Häuslers) Wilhelm Johann Heinrich Karl Barten und dessen Frau Martha Anna Bertha Joachime, geb. Hoepfner, geboren. Barten besuchte zuerst die örtliche Grundschule, wechselte dann an das Gymnasium in Bad Doberan. Dabei gehörte er zu den sogenannten Kriegsjahrgängen, aus denen sich 1917 und 1918 mehrere Jahrgänge und auch Einzelpersonen als Freiwillige, oft ohne die Volljährigkeit erreicht zu haben, an die Front meldeten. Hier legte er 1920 das Abitur ab und begann im gleichen Jahr zum Sommersemester ein Studium der Rechtswissenschaften an der Universität Rostock. Seine universitäre Ausbildung setzte Barten in Hamburg, München und Berlin fort und legte 1924 die erste juristische Staatsprüfung mit Erfolg ab. Noch während seiner Studienzeit, zumeist in den Semesterferien, war er zusätzlich als Hilfsarbeiter bei der Giro-Zentrale in Rostock beschäftigt. Nach der zweiten juristischen Staatsprüfung 1929 war er in Bad Doberan als Notar und Rechtsanwalt tätig.

## Bürgermeister von Bad Doberan
In Bad Doberan hatte sich Ernst Barten in sehr kurzer Zeit so etabliert, dass er im November 1931 in der Kleinstadt als Bürgermeister eingesetzt wurde. Er löste Wilhelm Stüdemann ab, der der SPD nahestand und bereits seit 1919 als Bürgermeister amtiert hatte. Er wurde abgelöst, nachdem die Doberaner Stadtverordneten-Versammlung im Mai 1931 nach Korruptionsvorwürfen von Seiten der in Bad Doberan aktiven Nationalsozialisten zwangsweise aufgelöst wurde. Nach weiteren Versuchen der Destabilisierung der bestehenden regionalen Machtstrukturen wurden Neuwahlen angesetzt, worauf die Kräfte der NSDAP das Übergewicht in der kommunalen Körperschaft errangen. Daraufhin legte Stüdemann sein Amt nieder. Politisch stand Barten der NSDAP nahe, und seine Ernennung in Bad Doberan fiel genau in die Zeit, als der führende NSDAP-Anhänger Friedrich Hildebrandt (1898–1948) zum Gauführer dieser Partei für Mecklenburg-Lübeck ernannt worden war. Bereits nach wenigen Jahren seiner Amtszeit gelang es Barten, die Finanzlage der stark verschuldeten Stadt zu verbessern. Daraufhin bezeichnete ihn der Geschäftsführer der NSDAP-Landtagsfraktion Schwerin und NSDAP-Ortsgruppenleiter von Brunshaupten, Richard Crull (1900–1991), als einen der besten und fachlich tüchtigsten Bürgermeister. Lange vor der Mehrzahl anderer deutscher Städte ernannte Bad Doberan im Sommer 1932 Adolf Hitler zum Ehrenbürger und benannte kurz darauf die Straße nach Heiligendamm, die ehemalige Damm-Chaussee, in Adolf-Hitler-Straße um. Die Einweihung erfolgte im September 1932 aus Anlass eines Besuches des Parteiführers in Bad Doberan und Heiligendamm.
Ausgesprochen kämpferisch beging dann Ende Januar 1933 die Stadt, von ihrem Bürgermeister Barten organisiert, gebilligt und zum Teil in Szene gesetzt, die Machtergreifung der Nationalsozialisten in der Hauptstadt Berlin mit einem Aufmarsch, angeführt von der Hitler-Jugend und einem abendlichen Fackelzug. Dieser Schritt war Tagesordnungspunkt 1 der Stadtverordnetenversammlung von Bad Doberan und geschah laut dem Niederdeutschen Beobachter vom 31. Januar 1933 zur „Ehrung des zum Reichskanzler ernannten Ehrenbürger der Stadt Adolf Hitler“. Zum 1. Mai 1933 trat Barten in die NSDAP ein (Mitgliedsnummer 2.804.248). Diesen Schritt vollzog er jedoch auf Anraten des amtierenden Ortsgruppenführers der NSDAP von Bad Doberan erst zu diesem Zeitpunkt. Er wurde dann Mitglied der örtlichen SA-Formation und später zum SA-Truppführer ernannt. Trotzdem geriet Barten in den folgenden Jahren immer heftiger in die Kritik der NSDAP-Gauführung in Schwerin und der Kreisleitung der NSDAP Rostock-Land. Der inzwischen zum Reichsstatthalter für Mecklenburg-Schwerin sowie Mecklenburg-Strelitz-Lübeck aufgestiegene Friedrich Hildebrandt bezeichnete ihn inzwischen mit seinen Worten als „reaktionär“ und unternahm zahlreiche Bemühungen, ihn als Bürgermeister abzusetzen. Bis 1935 spitzten sich diese Konflikte so stark zu, dass Barten empfohlen wurde, sich woanders als Bürgermeister zu bewerben oder sich eine andere Beschäftigung, am besten weit weg von Mecklenburg, zu suchen. Im Vorschlag stand dabei Hannover, denn er habe das Vertrauen der Partei durch seine Handlungen inzwischen verloren. Diese Bemühungen blieben allerdings zunächst erfolglos. Um aber dann dem schon vorbereiteten Nachfolger Karl Heini Albrecht, dem Wunschkandidaten des Reichsstatthalters Hildebrandt, den Platz zu räumen, wurde Barten im November 1935 nach Schwerin geholt, wo ihm die Aufgaben eines Beigeordneten und des Stadtkämmerers übertragen wurden.

## Kommissarischer Oberbürgermeister von Schwerin
Bereits ein Jahr später war Ernst Barten Gaustellenleiter in Schwerin, Leiter der Hauptstelle für Wirtschaftsfragen, Finanzen und Steuern, zuständig für das Sparkassen- und Kreditwesen im Amt für Kommunalpolitik im NS-Gau Mecklenburg-Lübeck. Ab Januar 1937 war er zudem nebenamtlich noch stellvertretender Schulleiter im Mecklenburgischen Gemeindeverband und gab auch selbst Unterricht in diesem Bereich. Ein vom Obersten Parteigericht der NSDAP Anfang 1938 eingeleitetes Parteiverfahren gegen Barten wurde im Sommer gleichen Jahres mit einer Verwarnung abgeschlossen. Als im August 1940 der amtierende Oberbürgermeister von Schwerin, Werner Schröder, zur Wehrmacht einberufen wurde, übernahm Barten dessen Vertretung. Diese Position als kommissarischer Oberbürgermeister und erster Beigeordneter von Schwerin hatte er bis Mai 1942 inne. Als dann weitere Beigeordnete zur Wehrmacht abgezogen wurden oder aus Krankheitsgründen ausfielen, war er neben dem Bürgermeisteramt noch für insgesamt vier weitere Dezernate zuständig.
Im Mai 1942 wurde Ernst Barten auf Veranlassung des Reichsstatthalters Hildebrandt zunächst zeitweilig als Oberbürgermeister von Schwerin abgesetzt. Einen Monat später wurde er auch als Gauhauptstellenleiter entlassen. Im Oktober 1942 begann dann gegen ihn vor dem Kreisgericht der NSDAP Schwerin ein Verfahren. Dabei forderte Hildebrandt in seiner Position als Reichsverteidigungskommissar, Barten als kommissarischen Oberbürgermeister per sofort abzusetzen, aus Gründen der Krankheit und der Arbeitsunfähigkeit. Er führte dazu aus, der Angeschuldigte habe sich nach dem Brand des Weihnachtsbaumes in seiner Wohnung schwere Verbrennungen zugezogen und dadurch so stark gesundheitlich gelitten, dass eine Amtsführung nicht mehr zumutbar sei. Hinzu käme seine ständige Überarbeitung in den Stadtgeschäften. Vermutlich traf das Kreisgericht dazu keine abschließende Entscheidung.
Zum Februar 1943 meldete sich Ernst Barten beim Generalkommissar für Lettland, Hinrich Lohse (1896–1964) zum dortigen Dienstantritt. Zuvor war Barten in einem Empfehlungsschreiben aus Schwerin als Beamter mit ausgezeichneten Fachkenntnissen, praktischer Veranlagung, umsichtiger Handlungsweise und sachlicher Zuverlässigkeit vorgestellt worden. Sofort mit seinem Eintreffen in Riga wurde Barten als Leiter der Abteilung Verwaltung beim Generalkommissar Lettland eingesetzt. Acht Monate später wurde er im besetzten Lettland als Bezirksdirigent berufen. Seine Vorgesetzten bescheinigten ihm dabei eine untadlige Haltung und bezeichneten ihn als „überzeugten Nationalsozialisten“. Doch bereits ab Dezember 1944 befand sich Barten wieder in Schwerin, wo er wiederum als Beigeordneter fungierte und die Aufgaben als Stadtkämmerer wahrnahm.
Im Februar 1945 erhielt Ernst Barten in Schwerin den Einsatzbefehl für die Wehrmacht. Als Grenadier wurde er zu den sich auflösenden Heereskräften kommandiert, die sich für die Schlacht um Berlin neu formieren sollten. Bei diesem Einsatz im Norden des bereits geschlossenen Ringes um Berlin wurde Barten bei den Kämpfen der letzten aufgebotenen Kräfte des Volkssturms, Resten der Wehrmacht und versprengter SS-Angehöriger in der Nähe des Finowkanals von einer Panzergranate getroffen.

## Familie
Ernst Barten heiratete im April 1934 Anita Probeck (* 1908). Aus dieser Ehe gingen fünf Kinder hervor.